# Mladošovice
Mladošovice är en ort i Tjeckien.   Den ligger i regionen Södra Böhmen, i den centrala delen av landet, 130 km söder om huvudstaden Prag. Mladošovice ligger 476 meter över havet och antalet invånare är 263.
Terrängen runt Mladošovice är platt. Runt Mladošovice är det glesbefolkat, med 15 invånare per kvadratkilometer. Närmaste större samhälle är České Budějovice, 16,8 km väster om Mladošovice. I omgivningarna runt Mladošovice växer i huvudsak blandskog.